# Кобеев, Спандияр
Спандияр Кобеев (Кубеев; каз. Спандияр Көбеев; 1 (13) октября 1878, Тургайской области (ныне — Костанайская область) — 2 декабря, 1956, Кустанайская область) — казахский советский писатель

, представитель критического реализма в казахской литературе XX века, общественный деятель, заслуженный учитель  Казахской ССР
 , организатор новых школ в сёлах.

## Биография
Родился 1(13) октября 1878 года в селе Аксуат Тургайской области (ныне — в Мендыкаринском районе Костанайской области). Происходит из рода саржетим племени аргын.
С 1892 по 1895 годы учился в казахско-русской школе, основанной И. Алтынсариным. В 1901 году окончил курсы по подготовке учителей начальной школы в Кустанае.
Преподавал русский язык и литературу казахским детям. В педагогической деятельности следовал методам преподавания И. Алтынсарина.
Первая книга Кобеева вышла в 1910 году в Казани и называлась «Үлгілі тәржіме» («Образцовый перевод»). В неё вошли переводы басен Ивана Андреевича Крылова и собственные басни.
В 1912 году Кобеев составил учебник для чтения казахских школ «Примерное дитя» по принципу хрестоматии К. Ушинского «Родное слово». В книгу вошли переведенные им басни И. Крылова, легенды, стихи русских писателей-педагогов, образцы казахского фольклора, короткие рассказы о природных явлениях и животном мире.
В 1913 году был издан первый казахский роман — «Калым» (другое название — «Выкуп»), в котором Кобеев подверг критике патриархальный быт, угнетение аульной бедноты, бесправное положение женщины.
Писатель принимал активное участие в строительстве советской школы в Казахстане. Из-под его пера вышел ряд статей по вопросам воспитания и образования подрастающего поколения. Педагогические взгляды отразились в научных статьях «Оқытушының беделді болуының маңызы» («Значение авторитета учителя»), «Балаларды мәдениеттілікке тәрбиелеу» («Воспитание культуры у детей»), «Балаларды оқуға ынталандыру туралы» и др.
В 1940 году Кобеев вступил в КПСС.
В 1951 году увидели свет мемуары «Сбывшиеся мечты», носящие автобиографический характер. Книга посвящена как будням советской казахской школы, так и жизни дореволюционного аула и коренным преобразованиям в казахской степи за годы Советской власти.
Ушёл из жизни 2 декабря 1956 года в родном селе.

## Награды
Спандияр Кобеев был награждён двумя орденами Ленина. Имел звание заслуженного учителя Казахской ССР.